# بينيدو
بينيدو (بالبرتغالية: Penedo‏) هي بلدية تقع في البرازيل في ألاغواس.

## أعلام
- هنريك سواريز دا كوستا
- إويرتون دا سيلفا